# Orphinus rihai
Orphinus rihai – gatunek chrząszcza z rodziny skórnikowatych i podrodziny Megatominae.
Gatunek ten opisany został w 2015 roku przez Jiříego Hávę na podstawie dwóch samców odłowionych w 1999 roku. Jako miejsce typowe wskazano Park Narodowy Phu Kradung w Tajlandii. Epitet gatunkowy nadano na cześć Martina Říhy, który odłowił holotyp.
Chrząszcz o owalnym ciele długości 2,8 mm i szerokości 1,8 mm. Podstawowe ubarwienie ciała jest błyszcząco czarne. Grubo punktowaną głowę porastają długie, odstające szczecinki o żółtej barwie. Oczy złożone są małe, żółto oszczecone. Na czole leżą przyoczka. Brązowe, żółto oszczecone czułki buduje jedenaście członów, z których dwa ostatnie formują buławkę. Głaszczki są brązowe. Powierzchnia przedplecza jest delikatnie punktowana, a w tyle dysku gęsto dołkowana. Szczecinki na nim są długie, odstające i mają kolor żółty. Trójkątna tarczka jest naga. Na pokrywach występują dwie pary szerokich, poprzecznych przepasek, które nie dochodzą do ich szwu. Punktowanie pokryw jest delikatne, a oszczecinienie długie, odstające i żółte. Owłosienie sternitów odwłoka jest długie, położone i żółte.
Owad orientalny, endemiczny dla Tajlandii, znany tylko z miejsca typowego w prowincji Loei. Spotkany został na wysokości 1300 m n.p.m.